# Zbigniew Preisner

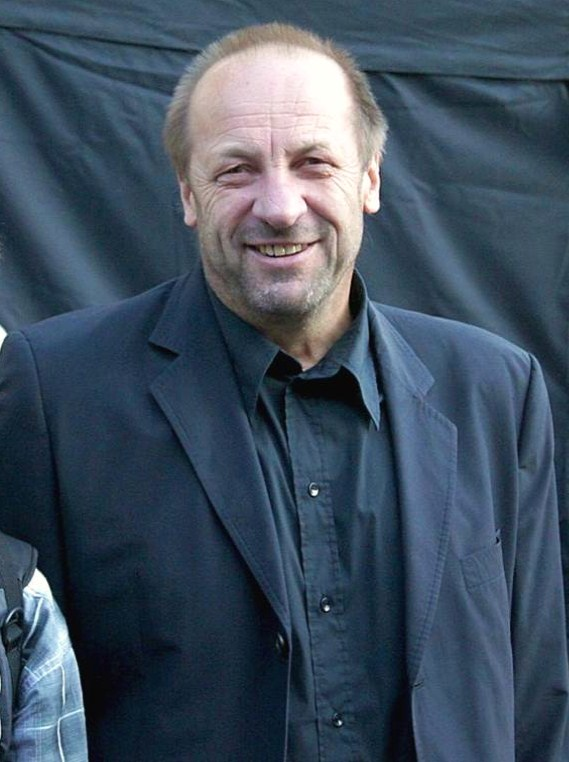
Zbigniew Preisner (2011)

Zbigniew Antoni Preisner (* 20. Mai 1955 in Bielsko-Biała) ist ein polnischer Komponist. Sein ursprünglicher Name ist Zbigniew Kowalski, den er jedoch später für den Namen seiner Frau aufgab. International bekannt wurde er durch seine Filmmusiken, vor allem seine Arbeiten für den Regisseur Krzysztof Kieślowski. Neben Wojciech Kilar ist er der bedeutendste aus Polen stammende Filmmusikkomponist.

## Leben
Zbigniew Kowalski studierte Geschichte und Philosophie in Krakau, hatte aber nie Musikunterricht. Er begann als Autodidakt, indem er Noten vom Hören von Schallplatten aufschrieb. Preisner ist vor allem bekannt für seine Arbeiten zu Kieślowskis Filmen. Für einige dieser Filme benutzte er das holländische Pseudonym Van den Budenmayer. Nachdem er die Musik zu Drei Farben: Blau geschrieben hatte, wurde er vom Hollywood-Produzenten Francis Ford Coppola gefragt, ob er die Musik zu The Secret Garden (Regie: Agnieszka Holland) schreiben würde und nahm an.
Obwohl Preisner eng mit Kieślowski verbunden war, hat er auch für andere Regisseure geschrieben. Er gewann einen César für Drei Farben: Rot (1994) und für Jean Beckers Elisa (1995), erhielt drei weitere Nominierungen für einen César sowie 1997 einen Silbernen Bären beim Berliner Film Festival 1997 für The Island on Bird Street.
1998 schrieb Preisner das Requiem for my friend, sein erstes großdimensioniertes Werk, das nicht für den Film bestimmt war. Es war ursprünglich als prosaisches Werk (Text: Krzysztof Piesewicz/Inszenierung: Krzysztof Kieślowski) gedacht, nach Kieślowskis Tod wurde es allerdings das Requiem für seinen Freund. Paolo Sorrentino verwendete die Sequenz Dies Irae in seinem Film La Grande Bellezza, Terrence Malick verwendete Lacrimosa in The Tree of Life.
Preisner schrieb außerdem die Titelmusik für die 26-teilige BBC-Dokumentation People’s century (1998). Weiterhin arbeitete er mit David Gilmour zusammen. Zum Abschluss der „On An Island“ Tour von Gilmour in Danzig dirigierte Preisner das 40-köpfige Streichorchester der Baltischen Philharmonie. Er war auch für die Orchesterarrangements von David Gilmours Album „On An Island“ verantwortlich (Titel: Castellorizon, On an Island, Take a Breath, Red Sky at Night, This Heaven, Then I Close My Eyes, Smile, A Pocketful of Stones, Where We Start).
Joni Mitchells CD Travelogue, veröffentlicht 2002, enthält eine Version von Preisners Song for the unification of Europe, ursprünglich geschrieben für Drei Farben: Blau.
Sein musikalischer Stil ist hauptsächlich romantisch, mit Einflüssen von Jean Sibelius. Er nutzt in den Kieślowski-Musiken vor allem starke dynamische Kontraste, Streicherensembles und ungewöhnliche Instrumente wie die Orgel.

## Werke

### Veröffentlichte Filmmusiken
- 1987: Dekalog (Regie: Krzysztof Kieślowski)
- 1988: Der Priestermord (To kill a Priest) (zusammen mit Georges Delerue) (Regie: Agnieszka Holland)
- 1990: Hitlerjunge Salomon (Regie: Agnieszka Holland)
- 1991: Die zwei Leben der Veronika (La double vie de Véronique) (Regie: Krzysztof Kieślowski)
- 1991: At Play in the Fields of the Lord (Regie: Hector Babenko)
- 1991: Total Control (Regie: John Irvin)
- 1992: Verhängnis (Damage) (Regie: Louis Malle)
- 1992: Olivier (Olivier, Olivier) (Regie: Agnieszka Holland)
- 1993: Drei Farben: Blau (Trois couleurs: Bleu) (Regie: Krzysztof Kieślowski, PL: Gold)[1]
- 1993: Der geheime Garten (Regie: Agnieszka Holland)
- 1994: Kouarteto se 4 kiniseis (Regie: Loukia Rikaki)
- 1994: Im Zug der Leidenschaft (Mouvements du désir) (Regie: Léa Pool)
- 1994: Drei Farben: Weiß (Regie: Krzysztof Kieślowski)
- 1994: When a Man Loves a Woman – Eine fast perfekte Liebe (When a Man Loves a Woman) (Regie: Luis Mandoki)
- 1994: Drei Farben: Rot (Trois couleurs: Rouge) (Regie: Krzysztof Kieślowski, PL: Gold)
- 1995: Élisa (Regie: Jean Becker)
- 1995: Eine Sommernachtsliebe (Feast of July) (zusammen mit Rachel Portman) (Regie: Christopher Menaul)
- 1995: People’s Century (Dokumentarfilmserie von BBC)
- 1997: Fremde Wesen (Fairy Tale: A True Story) (Regie: Charles Sturridge)
- 1999: The Last September (Regie: Deborah Warner)
- 2000: Aberdeen (Regie: Hans Petter Moland)
- 2001: Weiser (Regie: Wojciech Marczewski)
- 2002: Zwischen Fremden (Between Strangers) (Regie: Edoardo Ponti)
- 2003: Effroyables jardins (Regie: Jean Becker)
- 2003: It’s All About Love (Regie: Thomas Vinterberg)
- 2004: The Beautiful Country (Regie: Hans Petter Moland)
- 2008: Anonyma – Eine Frau in Berlin (Regie: Max Färberböck)
- 2012: Aglaja (Regie: Krisztina Deák)
- 2017: Valley of Shadows (Skyggenes dal) (Regie: Jonas Matzow Gulbrandsen)

### Unveröffentlichte Filmmusiken
- 1981: Wettervorhersage (Regie: Antoni Krauze)
- 1985: Ohne Ende (Regie: Krzysztof Kieślowski)
- 1986: Wenn Vampire lieben (Regie: Grzegorz Warchol)
- 1986: Przez dotyk (Regie: Magdalena Łazarkiewicz)
- 1987: The Lullabye (Regie: Federo Sevella)
- 1987: Ucieczka (Regie: Tomasz Szadkowski)
- 1988: Ein kurzer Film über das Töten (Regie: Krzysztof Kieślowski)
- 1988: Ein kurzer Film über die Liebe (Regie: Krzysztof Kieślowski)
- 1988: Kocham kino (Regie: Piotr Łazarkiewicz)
- 1988: Dziewczynka z hotelu Excelsior (Regie: Antoni Krauze)
- 1988: Sami dla siebie (Regie: Stanisław Jędryka)
- 1989: Das letzte Klingelzeichen (Regie: Magdalena Łazarkiewicz)
- 1990: Utolsó hajó (Regie: Béla Tarr)
- 1992: Zwolnieni z życia (Regie: Waldemar Krzystek)
- 1993: Fluchtpunkt (Regie: Fernando Lopes)
- 1994: Radetzkymarsch (Regie: Axel Corti)
- 1995: De Aegypto (Regie: Jolanta Ptaszynska)
- 1996: Corazón iluminado (Regie: )
- 1997: Die Insel in der Vogelstraße (Regie: Søren Kragh-Jacobsen)
- 1997: Migrations (als Van den Budenmayer) (Regie: Constantin Chamski)
- 1998: Liv (Regie: Edoardo Ponti)
- 1998: Meine Liebe zu Joseph Lees (Regie: Eric Styles)
- 2003: Kolysanka (Regie: Efraim Sevela)
- 2003: SuperTex (Regie: Jan Schütte)
- 2005: Harrys döttrar (Regie: Richard Hobert)
- 2006: Sportsmann des Jahrhunderts (Regie: Mischa Alexander)
- 2007: Ein Geheimnis (Regie: Claude Miller)
- 2008: Menachem & Fred (Regie: Ofra Tevet und Ronit Kertsner)

### Kompilationen
- 1995: Preisner’s Music (PL: Gold)
- 2003: Kieślowski/Preisner

### Sonstiges
- 1998: Requiem for My Friend (Krzysztof Kieślowski gewidmet, verwendet in The Tree of Life)
- 1999: 10 łatwych utworów na fortepian (10 leichte Stücke für Klavier; eingespielt von Leszek Możdżer, PL: Gold)
- 2007: Silence, Night & Dreams (zusammen mit Tereza Salgueiro, PL: Gold)
- 2010: Das Begräbnis (Regie: Thomas Vinterberg, Burgtheater Wien)
- 2013: Diaries of Hope (auf Grundlage von Tagebüchern und Gedichten von Kindern, die Opfer des Holocaust wurden)[2]